# Liste des sites Ramsar au Salvador
Cet article recense les zones humides du Salvador concernées par la convention de Ramsar.

## Statistiques
La convention de Ramsar est entrée en vigueur au Salvador le 22 mai 1999.
En janvier 2020, le pays compte 7 sites Ramsar, couvrant une superficie de 2 073,87 km2.

## Liste
| Site                                            | Département                                    | Notes | Date             | Superficie (km²) | Altitude (m) | Identifiant Ramsar | Identifiant WDPA | Coordonnées                         | Photo |
| ----------------------------------------------- | ---------------------------------------------- | ----- | ---------------- | ---------------- | ------------ | ------------------ | ---------------- | ----------------------------------- | ----- |
| Zone naturelle protégée Laguna del Jocotal (es) | San Miguel                                     |       | 22 janvier 1999  | 44,79            | 30 - 400     | 970                | 198321           | 13° 19′ 52″ nord, 88° 14′ 53″ ouest |       |
| Complexe de la baie de Jiquilisco (es)          | Usulután                                       |       | 31 octobre 2005  | 635,00           |              | 1586               | 902743           | 13° 13′ 01″ nord, 88° 31′ 59″ ouest |       |
| Barrage Cerrón Grande                           | Chalatenango, San Salvador, Cuscatlán, Cabañas |       | 22 novembre 2005 | 606,98           | 240 - 753    | 1592               | 902823           | 14° 03′ 00″ nord, 89° 04′ 01″ ouest |       |
| Lac d'Olomega (es)                              | San Miguel, La Unión                           |       | 2 février 2010   | 75,57            | 60 - 767     | 1899               | 555542807        | 13° 19′ 01″ nord, 88° 04′ 01″ ouest |       |
| Complexe de Güija                               | Santa Ana                                      |       | 16 décembre 2010 | 101,80           | 340 - 803    | 1924               | 555542808        | 14° 16′ 59″ nord, 89° 28′ 59″ ouest |       |
| Complexe Jaltepeque                             | La Paz, San Vicente                            |       | 2 février 2011   | 494,54           | 0 - 10       | 1935               | 555542809        | 13° 22′ 01″ nord, 89° 03′ 00″ ouest |       |
| Complexe Barra de Santiago (es)                 | Ahuachapán, Sonsonate                          |       | 16 janvier 2014  | 115,19           | -6 - 9       | 2207               | 555592565        | 13° 42′ 25″ nord, 90° 00′ 58″ ouest |       |